# Бурко, Игорь Владимирович
Игорь Владимирович Бурко (21 декабря 1944, Челябинск — 4 марта 2018, там же) — советский и российский джазовый музыкант, трубач, руководитель коллектива «Уральский диксиленд» (с 1984), народный артист Российской Федерации (2009).

## Биография
Родился в Челябинске в музыкальной семье. Первым духовым инструментом будущего трубача стал горн, который попал к мальчику в пионерском лагере. В юные годы играл в школьном духовом оркестре, руководитель которого обучил его основам нотной грамоты.
Первое выступление состоялось на открытии Дворца культуры Челябинского металлургического завода. Бурко сыграл на трубе песню «Cherry Pink and Apple Blossom White» Луи Гульельми и несколько раз вызывался на бис. Знакомство в это время с джазом определило его дальнейшую судьбу.
Первоначально увлечение «западной» музыкой и первые попытки профессиональной карьеры — Бурко без разрешения подрабатывал в оркестре кинотеатра им. А. С. Пушкина — чуть не стоили ему отчисления из музыкального училища, но в результате он в 15 лет официально становится солистом оркестра Дворца культуры ЧТЗ под руководством Семена Вайнштейна. Благодаря своему руководителю Бурко пристрастился к стилю диксиленд, которому посвятил всю творческую жизнь.
В 1960 году Бурко перешёл на работу в Кустанайскую филармонию, с коллективом которой гастролировал по Советскому Союзу. Затем обосновался в Государственном оркестре Узбекистана под управлением Батыра Закирова. По призыву служил в волгоградском оркестре почетного караула.
В 1969 году Бурко создает собственный коллектив: при Челябинской государственной филармонии он создал джаз-банд «Южный Урал». Коллектив играл диксиленд и, чтобы не раздражать начальство, эстрадную музыку. С концертной программой он объехал всю страну, участвовал во II Всероссийском конкурсе артистов эстрады в Москве, где был отмечен как лучший аккомпанирующий оркестр. В качестве солиста на конкурсе выступал Виктор Мамонов, певец Челябинской областной филармонии, будущий лауреат Всесоюзного телевизионного конкурса «Песня-77».
В 1978 году «Южный Урал» добился успеха Всесоюзного фестиваля джазовой музыки в Тбилиси, а в 1979 году Бурко был признан лучшим инструменталистом на Всесоюзном конкурсе артистов эстрады в Ленинграде. С этого момента джазовый характер коллектива был узаконен, и с 1984 года он стал называться «Уральский диксиленд». Коллектив начинает гастролировать не только в стране, но и за рубежом, посещает Монголию, ГДР, Чехословакию, Югославию, ФРГ.
В 1987 году на фирме «Мелодия» выходит первый альбом оркестра Игоря Бурко — «Вернись домой, Билл-Бэйли», в который вошли произведения Луи Армстронга, Дюка Эллингтона, Кинга Оливера и других представителей раннего джаза. А ещё через два года «Уральский диксиленд» приглашают в Нидерланды — с этого момента начинаются непрерывные европейские гастроли коллектива.
Возвращение на родину состоялось в 1999 году, когда «Уральский диксиленд» стал муниципальным ансамблем Челябинской государственной филармонии.  В 2000 году Бурко организует в родном городе международный джазовый фестиваль «Какой удивительный мир!», который в дальнейшем проводился ежегодно.
В 2002 году Игорю Бурко было присвоено звание заслуженного артиста России, а ещё через семь лет — звание народного артиста России. В 2004 году в Челябинске был установлен барельеф с изображением музыканта.
В 2018 году Игорь Бурко скоропостижно скончался от инсульта.